# Абхай Сингх
Махараджа Абхай Сингх Ратхор (7 ноября 1702 — 18 июня 1749) — раджа раджпутского княжества Марвар (Джодхпур) (24 июня 1724 — 18 июня 1749). Губернатор Гуджарата в 1730—1733, 1737—1738 годах.

## Ранняя жизнь

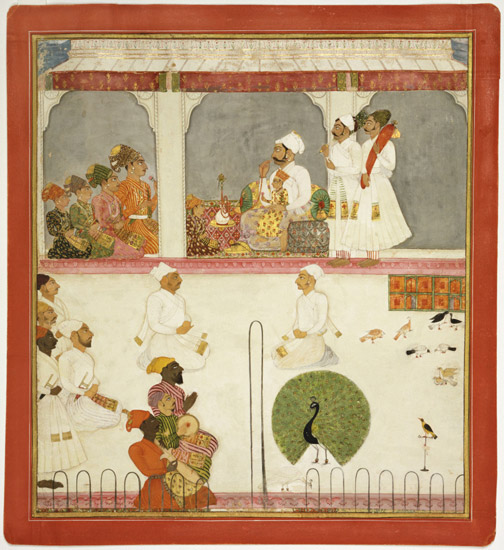
Шестеро сыновей махараджи Аджита Сингха наносят визит

Родился 7 ноября 1702 года в Мехерангархе (Джодхпур). Старший сын Аджита Сингха Ратхора (1679—1724), махараджи княжества Марвар (1679—1724). Абхай Сингх был коронован 17 июля 1724 года в Дели после смерти своего отца Махараджи Аджита Сингха, который был убит в результате заговора, в котором участвовали Абхай Сингх и Бахт Сингх.

## Резня
В 1726 году махараджа Абхай Сингх из Марвара пожаловал поместье Хеджарли Тхакуру Сурату Сингху, который стал первым «Тхакуром Хеджарли». В 1730 году по его приказу министр Гиридхар Бхандари привел княжескую свиту в деревню Хеджарли с намерением срубить несколько деревьев хеджри (Prosopis cineraria), которые были священными для жителей деревни, исповедовавшими религию Бишнои. По его приказу, деревья должны были быть сожжены для получения извести под строительство нового дворца. Местная женщина по имени Амрита Деви Бишнои протестовала против вырубки деревьев, потому что такие действия были запрещены общиной Бишнои. Гиридхар Бхандари заявил, что его люди не будут рубить деревья, если она заплатит взятку, что она отказалась делать, поскольку считала такой обмен позорным и оскорблением её веры. Она сказала, что скорее отдаст свою жизнь, чтобы спасти деревья, чем заплатит. И тогда она и ее три дочери (Агу, Ратни и Бхагу) были убиты людьми министра.
Весть о гибели людей распространилась, и повестки на собрание были разосланы в 84 деревни общины Бишнои. На собрании было решено, что один доброволец Бишнои пожертвует своей жизнью за каждое срубленное дерево. Пожилые люди начали обнимать деревья, которые Бхандари желал срубить, и многие были убиты.
Эти усилия не возымели желаемого эффекта, и Бхандари заявил, что Бишнои приносят в жертву пожилых людей, которых они больше не считают полезными для общества. В ответ на это молодые мужчины, женщины и дети начали следовать примеру стариков. В результате инцидента погибло 363 Бишнои.
Это событие потрясло группу, занимавшуюся вырубкой деревьев. Группа отправилась в Джодхпур, не выполнив свою миссию, и махараджа Абхай Сингх из Марвара впоследствии приказал больше не рубить деревья хеджри.

## Борьба с Сарбуланд-ханом
По пути в Ахмедабад Абхай Сингх впервые встретился с джайпурским принцем в Пушкаре. Абхай Сингх направился в Сирохи, где на границе Сирохи Тхакур Маан Сингх из Чанданы оказал сопротивление его войскам и погиб в бою. Позже его войска разграбили Роваду и Посалию, где король Сирохи, опасаясь уничтожения такой большой армией Марвара, выдал свою дочь Джас Канвар замуж за Абхая Сингха. Рам Сингх был потомком, рожденным от этого брака.
В 1730 году махараджа Марвара Абхай Сингх был назначен императором Великих моголов Мухаммад-шахом новым губернатором (субадаром) Гуджаратской субы. Прежний гуджаратский наместник Мубариз-уль-Мульк Сарбуланд-хан Бахадур Дилавар Джанг, занимавший свой пост с 1723 по 1730 год, не захотел добровольно отказываться от власти в провинции в пользу Абхая Сингха. В битве при Адаладже (1730) армия Абхая Сингха была разбита войсками Сарбуланд-хана и преследуема до Сархенджа. Махараджа Марвара, не ожидавший столь решительной оппозиции, послал своих сановников Момин Хана и Амарсинга на переговоры с Мубариз-уль-Мульком, который все еще был полон решимости сопротивляться до последнего. В конце концов было решено, что Мубариз-уль-Мульк должен получить сумму в 1 лакх рупий и должен сдать Ахмадабад Махарадже. Соответственно, Мубариз-уль-Мульк покинул город и отправился в Агру через Удайпур. Под контроль Абхай Сингха из Марвара перешли более семнадцати тысяч городов Гуджарата. Раджи Идара, Бхуджа, Паркара, Синда и Сирохи, чалукья Ран из Фатехпура, Джунджуну, Нагора, Дунгарпура, Бансвары, Лунавары и Халвада признавали себя вассалами и данниками махараджи Марвара.

## Предыстория битвы при Гангване
Абхай Сингх хотел захватить Биканер, поэтому он послал туда войско, чтобы захватить недавно коронованного махараджу Зоравара Сингха. Войска Марвара достигли ворот форта Чинтамани (ныне известного как форт Джунагадх, Биканер) во время священного праздника Холи. Получив известие о том, что войска Марвара стоят у его форта, Зоравар Сингх отправил письма Бахту Сингху (джагирдару из Нагаура, а также брату махараджи Марвара), раджу Джаю Сингху из Амера и воину Раджпурохита Канота Джаграму Сингху Раджпурохиту (его военному советнику из Десалсара, недалеко от Нохи), взывая о помощи. Бахт Сингх писал: «Поскольку Биканер также был княжеством Ратхор, таким образом, побочная ветвь, которая будет служить Марвару во времена опасности». Бахт вступил в заговор с Видьядхаром, министром раджи Джая Сингха из Амбера, и в результате Амбер выступил против Марвара. Получив эти новости, махараджа Абхай Сингх отправил письмо войскам, которые уже повредили стены форта и сражались с войсками Биканера, с просьбой вернуться в Марвар для сражения с войсками Амера и союзных могольских сил . Воин-раджпурохит Джаграм Сингх Канот покинул Десалсар и вместе с некоторыми раджпутами добрался до форта и увидел, что войска Марвара находятся в гораздо более выгодном положении, чем войска Биканера. Затем они объявили сака и начали защищать махараджу Зоравара Сингха. Получив письмо от Абхая Сингха из Марвара, его войска начали отступление. Один солдат напал на махараджу Зоравара Сингха, но Джаграм Сингх Раджпурохит защитил махараджу. Главный военачальник битвы был ранен, и у него вышли кишки, но он плотно забинтовал живот тканью и сражался до тех пор, пока все войска Марвара не отступили из Биканера. Он добрался до Нагаура и умер на плече махараджи в возрасте 21 года. Обнаружив его преданность ему, махараджа Зоравар Сингх подарил его сыну Лункарану Сингху Раджпурохиту участок земли площадью 4000 бигга (названный Расисар, примыкающий к Дешноку) и построил его кенотаф в форте Джунагадх.
11 июля 1741 года в битве при Гангване Бахт Сингх (брат махараджи Абхая Сингха), командуя одной тысячей ратхорских всадников, смело атаковал почти 100-тысчячную объединенную армию махараджи Джайпура и моголов.

## Смерть и преемник
18 июня 1749 года Абхай Сингх скончался в Аджмере. Ему наследовал его сын Рам Сингх (1730—1772), который дважды был махараджей Марвара (1749—1751, 1753—1772). В 1751 году Рам Сингх был свергнут своим дядей Бахт Сингом (1706—1752), который занимал княжеский трон в 1751—1752 годах.